# Shut You Out
Shut You Out – drugi singel z płyty Kingwood zespołu Millencolin. Zawiera nigdzie niepublikowany wcześniej utwór "Ratboy’s Masterplan".

## Lista utworów
1. "Shut You Out"
2. "Ratboy’s Masterplan"